# Pamuk
 Ovo je glavno značenje pojma Pamuk. Za druga značenja pogledajte Pamuk (razdvojba).
Pamuk je mekano vlakno koje raste oko sjemena biljke Gossypium, grma iz tropskih i suptropskih krajeva, uključujući Ameriku, Indiju i Afriku.
Pamuk je sjemensko vlakno koje se dobiva iz istoimene biljke iz roda Gossypium, porodica Malvaceae. Od 39 vrsta pamučnih biljaka samo su 4 vrste kultivirane za uzgoj s ciljem dobivanja vlakana. To su: G. hirsutum, G. barbadense, G. herbaceum i G. arboreum. Uzgaja se u Sjevernoj i Južnoj Americi, Aziji i Africi, a u Europi jedino u Grčkoj i Južnoj Turskoj
Od ostalih sjemenskih vlakana valja spomenuti i jedino kapok i akon, koji se dobivaju iz istoimenih biljaka.
Praktično sav komercijalni pamuk koji se danas uzgaja su varijante američkih vrsta Gossypium hirsutum i Gossypium barbadense.  Vlakno se najčešće upreda u niti i koristi za izradu mekanih, prozračnih tkanina i najčešće je korišteno prirodno vlakno u svijetu danas.

## Ime
Hrvatski naziv pamuk je posuđenica iz turskog pamuk, istog značenja. Engleski cotton i slični španjolski, nizozemski, francuski i talijanski nazivi su posuđeni iz arapskog (al) qutn قُطْن, "pamuk".

## Svojstva i povijest
Pamuk je po mnogo čemu najvažnije vlakno za izradbu tkanina. Ponajprije, pamuk je jeftin, savitljiv i lako se može upresti u konac. Ne zahtijeva posebnu njegu, dobro se pere i dugo traje.
Proizvodi od pamuka bili su poznati u Indiji i Srednjoj Americi već prije 5000 godina. Kad su prvi puta vidjeli pamuk, Europljani su ga opisali kao vlakno slično vuni. Tada je, zbog svoje skupoće, bio dostupan samo bogatim slojevima stanovništva. Kad je Kolumbo krenuo pronaći put za Indiju, jedan od ciljeva mu je bio da, uz ostale dragocjenosti pronađe i pamuk.

## Proizvodnja pamuka i korištenje tkanine
Pamukovo sjeme obraslo vlaknima prosječne je duljine 3 centimetra; odvajanjem sjemena i raznim postupcima prečišćavanja dobiva se vlažna tekstilna sirovina. Prije nego što je Eli Whitney izumio stroj za pamuk, čovjeku je bio potreban cijeli dan kada bi izvadio sjemenke iz pola kilograma pamuka.
Nakon pročišćavanja pamučna se vlakna prešaju u bale teške i po 250 kilograma i odvoze u tvornice tekstila, gdje se prerađuju u tkanine. Od cjelokupne svjetske proizvodnje tekstilnih vlakana, više od 
70% otpada na pamuk. Otporno vlakno pamuka korišteno je u različite svrhe. Najduža i najkvalitetnija vlakna koriste se za čipke i fine tkanine, dok se kraća koriste za izradu zavjesa, pokrivača i deka ili za industrijske proizvode, kao što su konac, vrpce i pamučna vuna. Kad se pamuk podvrgne postupku nakon kojeg više ne može propuštati vodu, onda je to gotov materijal, od kojeg se rade kišobrani i kišni ogrtači.

## Vanjske poveznice
- Pamuk Hrvatska tehnička enciklopedija, portal hrvatske tehničke baštine. LZMK